# Arranah
Arranah (àrab: عرّانه, ʿArrāna) és una vila palestina de la governació de Jenin a Cisjordània al nord de la vall del Jordà. Segons l'Oficina Central Palestina d'Estadístiques tenia 2.144 habitants a mitjans de 2006. 